# Svalöv
Svalöv (på dansk: Svalev ) er med 4.250(2023) indbyggere hovedby i Svalöv/Svalev kommune i Skåne län, Sverige. Svalövsbäcken løber gennem byen.
I kommunen ligger Knudstrup Borg, hvor Tycho Brahe blev født.

## Venskabsbyer
- Kėdainiai, Litauen
- Kalundborg, Danmark

## Ekesterne henvisninger
- Svalöv Kommune